# Brian Stepanek
Brian Stepanek (sinh ngày 6 tháng 2 năm 1971 tại Cleveland, Ohio, Hoa Kỳ) là một nam diễn viên người Mỹ. Anh nổi tiếng với vai Arwin Hawkhauser trong bộ phim sitcom của hãng Disney Cuộc sống thượng hạng của Zack và Cody.

## Tiểu sử
Brian Stepanek là người Mỹ gốc Cộng hòa Séc. Anh yêu thích diễn xuất từ thời trẻ và đã tham gia đóng nhiều vở kịch của trường trung học. Sau đó, anh tham gia cuộc thi kịch và cổ vũ trên phạm vi toàn quốc cùng với các bạn học của mình tại Học viện Gilmour. Anh bắt đầu nổi tiếng trên truyền hình khi làm việc với hãng Capt. Dave.
Vai diễn nổi bật nhất trong sự nghiệp diễn xuất của Stepanek là vai Arwin, kỹ sư của khách sạn Tipton trong bộ phim truyền hình sitcom Cuộc sống thượng hạng của Zack và Cody. Trong phần tiếp theo của bộ phim là The Suite Life on Deck, anh làm diễn viên khách mời trong tập phim It's All Greek To Me với hai vai diễn Arwin và Milos.Ông còn đóng 1 vai phụ trong bộ phim bom tấn Tranformer. Ngoài ra, Stepanek còn là diễn viên chính trong loạt phim hài "Brian O'Brian" trên kênh Disney Chalnel.
Brian Stepanek còn tham gia lồng giọng cho các nhân vật hoạt hình như "người toán", một kẻ thù của Kim trong bộ phim hoạt hình Kim Possible, chó Nugent trong Over the Hedge... Brian còn tham gia vào chương trình hài kịch Brian O'Brian của hãng Disney và được trình chiếu tại Mỹ và Ý.